# Astarte nana
Astarte nana är en musselart som beskrevs av Dall 1886. Astarte nana ingår i släktet Astarte och familjen Astartidae. Inga underarter finns listade i Catalogue of Life.